# Шукшиєр
Шукшиє́р (рос. Шукшиер, марій. Шӱкшер) — присілок у складі Сернурського району Марій Ел, Росія. Входить до складу Дубниківського сільського поселення.

## Населення
Населення — 78 осіб (2010; 80 у 2002).
Національний склад (станом на 2002 рік):
- марі — 100 %